# Hallettsville (film)
Hallettsville è un film del 2009 diretto da Andrew Pozza.

## Trama
Hallettsville, Texas. Quando i suoi amici di infanzia iniziano a morire uno dopo l'altro, il giovane Tyler Jensen si trova costretto a dover far di tutto per salvare la propria vita e quella della sua ragazza.